# 黑部川第四發電廠

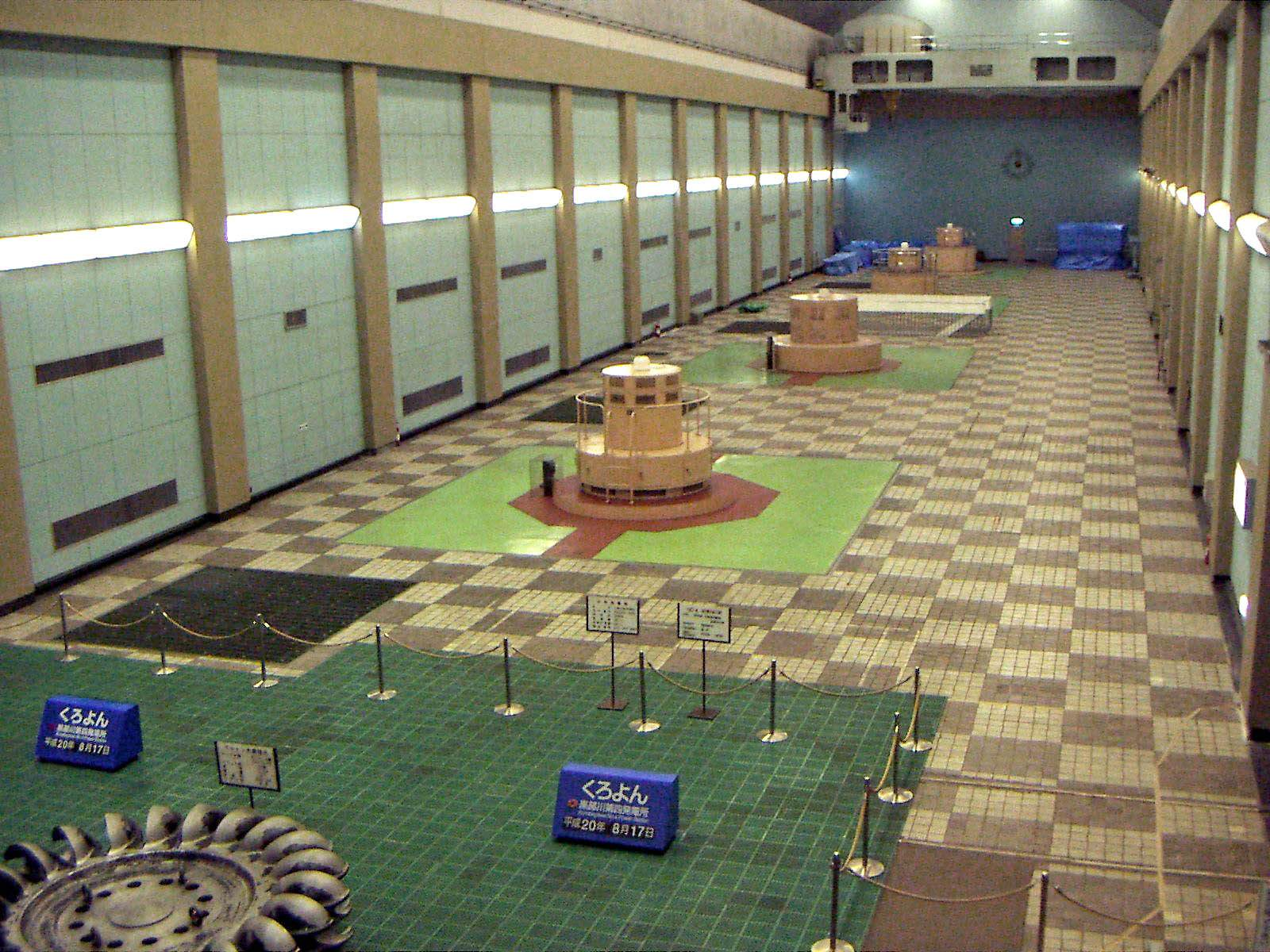
黑部川第四發電廠

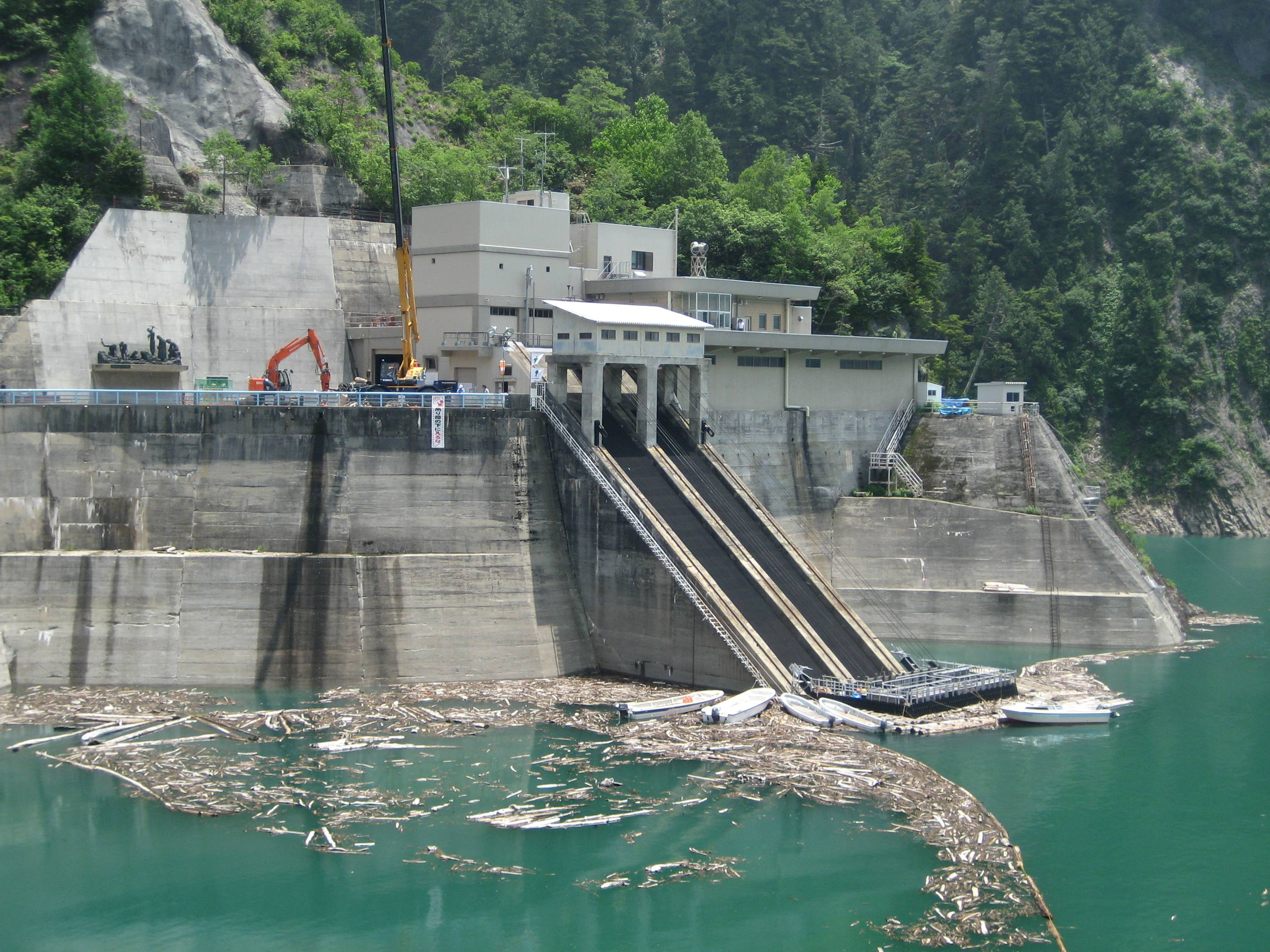
黑部水壩右岸取水口

黑部川第四發電廠（日语：黒部川第四発電所）位於富山縣黑部市黑部川上游，為隸屬於關西電力的水力發電廠。通常簡稱為黑四發電廠或是黑四。自黑部水壩引水進行發電。

## 摘要
1958年，向世界銀行貸款3700萬美元，並於1963年竣工。此外，為了從黑部水壩取水而興建的「關電隧道」，其工程期間與冷水及破碎帶奮戰的過程，改編成小說、電影、連續劇『黑部的太陽』。現在發電程序為遠距離操控。
世界银行自1961年1月15日開始發電。最大輸出功率為33萬5000 kW（建設當時為25萬8000 kW）。2007年日本一般水力發電廠（水壩類）發電能力排名為日本第四（第一為奧只見發電廠），使用水量72. 0 m3/s，有效545.5m。
基於環境保護及防止嚴冬期間的雪崩，此發電設施及送電、送水管線皆設置於地下。

## 到達發電廠的途徑
到達發電廠有黑部水壩路線以及宇奈月溫泉路線兩條種方式。無論是哪種都必須經過地下。但是，只限關西電力相關人員使用，原則上，一般人都無法使用。
- 黑部水壩路線是從黑部水壩出發經由黑部隧道抵達。若是自大町市方向出發，全年皆可通行。黑部隧道雖然和立山黑部阿爾卑斯山脈路線中的關電隧道互相連結，但是，與一般對外開放的關電隧道不同，原則上只有關西電力的相關人員能夠通行。

- 宇奈月溫泉路線則是利用起始於宇奈月站的黑部峽谷鐵道到終點站欅平站，並於欅平站搭乘關西電力黑部專用鐵道。雖然關西電力黑部專用鐵道終年運行，但是黑部峽谷鐵道冬季停駛，因此並非全年可利用之路線。關西電力黑部專用鐵道原則上也是相關人士專用。

此外，若報名並抽中關西電力主辦、富山縣協辦的「黑部路線參觀會」，則可以經由黑部隧道到黑部川第四發電廠參觀，再搭乘關西電力黑部專用鐵道至欅平站；或是經由上述的相反方向路線。「黑部路線參觀會」是一般人能夠參觀此發電廠的唯一機會。

## 建築資材的運輸
建築資材由北陸本線（現 愛之風富山鐵道線）黑部站，透過富山地方鐵道本線黑部支線（舊 黑部鐵道）搬運。
省線三日市站（現 黑部站）相鄰的舊三日市站及宇奈月站之間，原本有為了開發黑部峽谷而鋪設的黑部鐵道。至舊三日市站的路線於1969年8月17日廢止營業。鐵軌移除後的現在，仍然可以在富山地方鐵道黑部站或是黑部站的月台見到歷史的痕跡，現行路線也有與舊路線拆除後空地並行的區間。

## 登場作品
NHK的「X計劃 ～挑戰者們～」節目中，曾介紹此發電廠的建設過程。並且，2002年第53屆NHK紅白歌唱大賽中，中島美雪在與此發電廠相鄰的關西電力黑部專用鐵道車站隧道內，以現場直播演唱主題曲「地上之星」。由於關西電力黑部專用鐵道車站及黑部川第四發電廠幾乎都是地下構造，因此，訊號和冬季傳送路線一樣，地底傳播20km後，從長野縣大町市扇澤送出訊號，透過衛星轉播。
2010年起，關西電力以相同發電廠為舞台，中島美雪的「糸」為背景音樂，拍攝系列企業廣告。

## 相鄰車站
- 關西電力

黑部鐵路－東谷站－ 黑部川第四發電廠前站

## 相關項目
- 水力發電
- 關西電力
- 黑部水壩

1. ↑  . 北日本新聞社. 1999: 156頁.
2. ↑  《くろよん50周年紀念雜志》（2014年3月31日. 関西電力株式会社北陸支社發行）69頁。
3. ↑    (PDF). 日本電氣學會.   [2022-03-01]. （原始内容存档 (PDF)于2023-04-22） （日语）.
4. ↑   . SponichiAnnex. 2002-12-27. （原始内容存档于2003-02-02） （日语）.